# Скоблін Олексій Петрович
Олексі́й Петро́вич Ско́блін (* 23 березня 1926, Новочеркаськ, нині Ростовської області Росії) — український лікар-ортопед. Доктор медичних наук (1961). Професор (1964). Заслужений діяч науки УРСР (1981).

## Біографічні відомості
1948 року закінчив Харківський медичний інститут.
У 1966—1986 роках завідувач кафедри ортопедії та травматології, у 1980—1981 роках проректор Кримського медичного інституту. Був головою Кримського обласного наукового товариства ортопедів-травматологів.
Основні праці Скобліна присвячено вивченню кісткової автопластики, регенерації кісткової тканини.

## Видані книги
- Скоблин А. П., Белоус А. М. Микроэлементы в костной ткани. — Москва: Медицина, 1968. — 232 с.
- Скоблин А. П., Бом К. Б. и др. Переломы и вывихи ключицы. — К.: Здоров'я, 1973. — 128 с.
- Скоблин А. П. Основы травматологии и ортопедии. — Москва: Медицина, 1974. — 208 с.
- Скоблин А. П., Жила Ю. С., Джерелей А. Н. Руководство к практическим занятиям по травматологии и ортопедии. — Москва: Медицина, 1975. — 224 с.
- Скоблин А. П. и Моськин В. Я. Уход за травматологическими и ортопедическими больными. — Ленинград, 1985.